# بن هولينجسورث
بن هولينجسورث هو ممثل كندي، ولد في 7 سبتمبر 1984 في كندا.

## أعمال

### أفلام
- (2009) عائلة جونز
- (2011) قواعد رودريك[4]
- (2014) رود كيل
- (2015) فنديتا
- (2019) مطاردة باردة

### مسلسلات
- كان ياما كان

## وصلات خارجية
- بن هولينجسورث على موقع IMDb (الإنجليزية)
- بن هولينجسورث على موقع ألو سيني (الفرنسية)
- بن هولينجسورث على موقع أول موفي (الإنجليزية)
- بن هولينجسورث على موقع قاعدة بيانات الأفلام السويدية (السويدية)
- بن هولينجسورث على موقع قاعدة بيانات الفيلم (الإنجليزية)
- بن هولينجسورث على موقع كينوبويسك (الروسية)